# Heiligenhauser Terrassen
Mit Heiligenhauser Terrassen wird eine naturräumliche Einheit (Ordnungsnummer 3371.01) der Über-Haupteinheit Bergisch-Sauerländisches Unterland (Ordnungsnummer 337) bezeichnet.
Sie umfasst hauptsächlich das Stadtgebiet von Heiligenhaus im Niederbergischen Land zusammen mit geringen Anteilen des Mettmanner Nordens und des Wülfrather Westens. Im Norden grenzt der Naturraum an das Ruhrtal (3371.2), im Süden an die Mettmanner Lößterrassen (3371.00) und im Osten an das Ruhrschichtrippenland (3371.14), den Velberter Höhenrücken (3371.10) und das Wülfrather Kalkgebiet (3371.17).
Zu den Landschaften im Naturraum zählt das Rinderbachtal (auch Vogelsangbach genannt) und das Angerbachtal. Der Höhenrücken zwischen den beiden Fließgewässern ist zugleich eine Wasserscheide zwischen dem Flusssystemen der Ruhr und des Rheins, auf der eine mittelalterliche Höhenstraße verlief. Auf ihm liegt der aus einem Straßendorf hervorgegangene Ortskern der Stadt Heiligenhaus. Im Norden gehen die Rheinterrassen allmählich in die Ruhrterrassen über.
Der Nordosten der Heiligenhauser Terrassen besteht aus altdiluvialen Rheinterrassen, deren ebenen Flächen durch die oben genannten Bäche stark zertalt sind. Die Lößböden sind hier weniger mächtig als die der Lößterrassen im südlichen Teil des Naturraums. Die Ackerböden sind daher mit Schiefer- und Grauwacketrümmern des devonischen oder karbonischen Grundgebirges durchsetzt.